# Arthur Burghardt
Arthur Burghardt (New York, 29 agosto 1947) è un attore e doppiatore statunitense.
È conosciuto soprattutto per aver interpretato Jack Scott nella serie Una vita da vivere.

## Biografia
Burghardt debutta nel mondo del cinema con il film Quinto potere del 1976 dove interpreta l'antagonista Ahmed Khan.
A partire da metà degli anni 90 inizia la carriera di doppiatore e i suoi ruoli più noti sono Mannoroth in Warcraft, Devastator in Transformers, Pietro Gambadilegno  nella Disney e Tanato in God of War: Ghost of Sparta.
Sua è anche la voce di Grogar nella serie My Little Pony - L'amicizia è magica.
Ritiratosi nel 2010, dal 2016 è un membro di CelebWorx.

## Filmografia

### Cinema
- Quinto potere (Network), regia di Sidney Lumet (1976)
- Rabbia ad Harlem (A Rage in Harlem), regia di Bill Duke (1991)
- Star Kid (1997)
- Killjoy - Il clown (Killjoy) regia di Craig Ross Jr. (2000)

### Televisione
- The Jeffersons (1985) (Episodio 11x14)
- Los Luchadores (2000)

## Doppiatore
- Disney - Pietro Gambadilegno (fino al 1992)
- Warcraft - Mannoroth
- The Legend of Spyro - Malefor
- God of War: Ghost of Sparta - Tanato
- Transformers - The Movie - Devastator
- My Little Pony - L'amicizia è magica - Grogar